# Daihatsu Fellow Max
Der Daihatsu Fellow Max ist ein Kei-Car-Modell des Herstellers Daihatsu.
1966 wurde das Vorgängermodell Fellow präsentiert. Technisch war dieser mit dem Hijet verwandt. Im Export hieß er Daihatsu 360.
Im April 1970 wurde dann die zweite Generation unter der Bezeichnung Fellow Max präsentiert. Angeboten wurden ein Basismodell als zwei- und viertürige Limousine, dreitüriger Kombi und als Hardtop-Coupé, dazu eine leistungsgesteigerte Variante namens Fellow Max SS als Limousine und Coupé. Außerdem gab es den Fellow Buggy.
Für den Antrieb sorgte ein Zweitakt-Zweizylinder im Bug, der über ein Vierganggetriebe die Vorderräder antrieb.
Ab 1977 hießen alle Modelle Max Cuore. Nachfolger wurde 1980 der Daihatsu Mira.
In der Zeit von 2001 bis 2005 wurde der Name Max wiederverwendet, siehe Daihatsu Max.

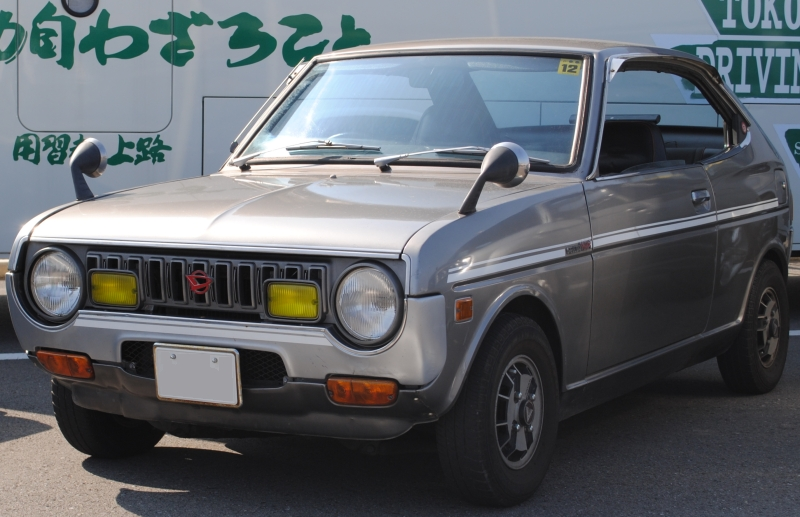
Coupe
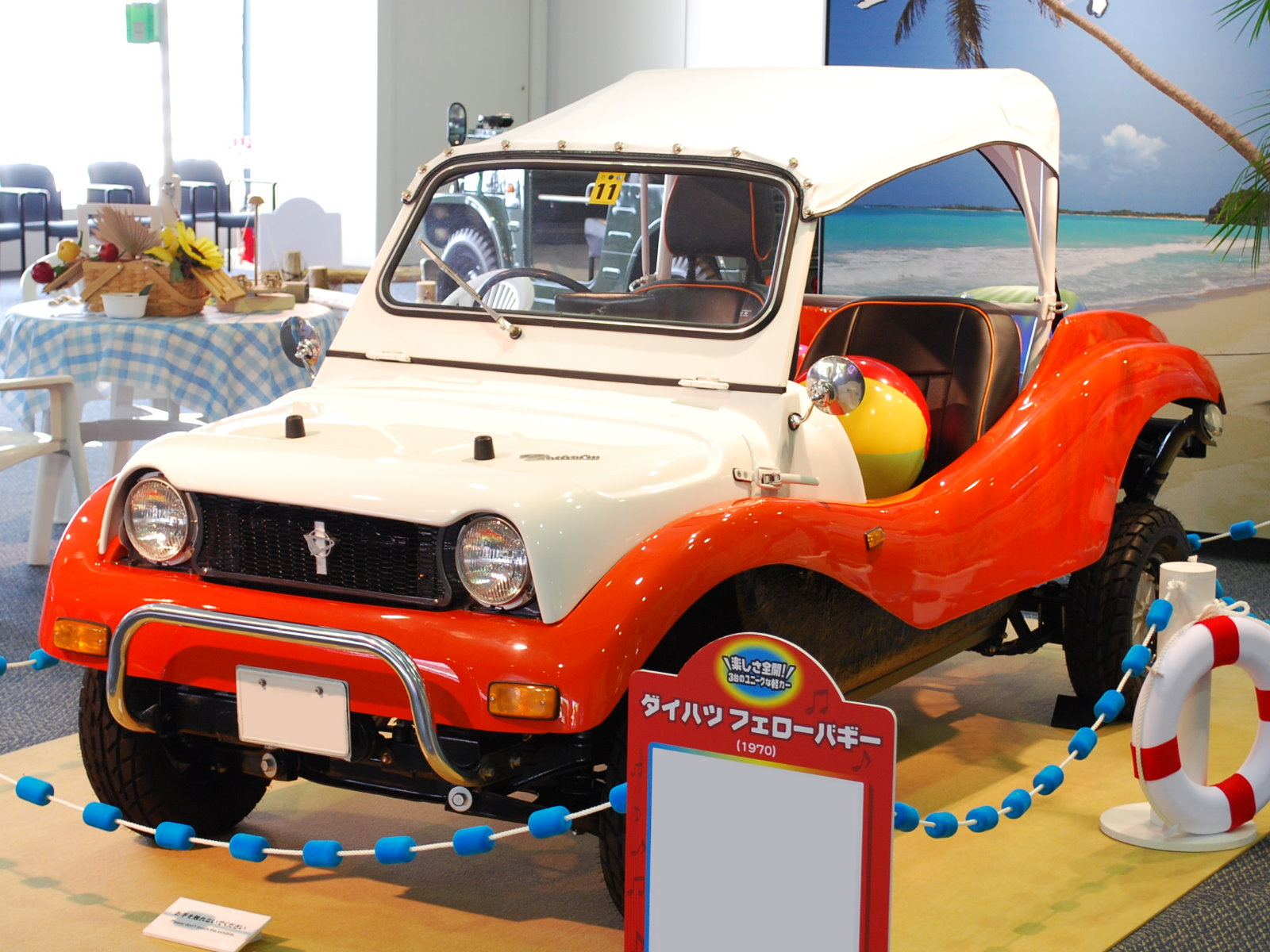
Fellow-Buggy

| Technische Daten Daihatsu Fellow Max (1973) |                                                                                  |                                                                                  |
| Daihatsu:                                   | Fellow Max                                                                       | Fellow Max SS                                                                    |
| Motor:                                      | 2-Zylinder-Reihenmotor (Zweitakt)                                                | 2-Zylinder-Reihenmotor (Zweitakt)                                                |
| Hubraum:                                    | 356 cm³                                                                          | 356 cm³                                                                          |
| Bohrung × Hub:                              | 62 × 59 mm                                                                       | 62 × 59 mm                                                                       |
| Leistung bei 1/min:                         | 23 kW (31 SAE-PS) bei 6000                                                       | 28 kW (37 SAE-PS) bei 6500                                                       |
| Max. Drehmoment bei 1/min:                  | 37 Nm bei 5000                                                                   | 40 Nm bei 6000                                                                   |
| Verdichtung:                                | 9,0:1                                                                            | 9,0:1                                                                            |
| Gemischaufbereitung:                        | 1 Fallstrom-Vergaser Mikuni-Solex                                                | 2 Horizontalvergaser                                                             |
| Kühlung:                                    | Wasserkühlung                                                                    | Wasserkühlung                                                                    |
| Getriebe:                                   | vollsynchronisiertes 4-Gang-Getriebe, Lenkrad- oder Mittelschaltung Frontantrieb | vollsynchronisiertes 4-Gang-Getriebe, Lenkrad- oder Mittelschaltung Frontantrieb |
| Radaufhängung vorn:                         | Querlenker, Schraubenfedern                                                      | Querlenker, Schraubenfedern                                                      |
| Radaufhängung hinten:                       | Längslenker, Schraubenfedern                                                     | Längslenker, Schraubenfedern                                                     |
| Bremsen:                                    | Trommelbremsen rundum a.W. Scheibenbremsen vorne                                 | Trommelbremsen rundum a.W. Scheibenbremsen vorne                                 |
| Lenkung:                                    | Kugelumlauflenkung                                                               | Kugelumlauflenkung                                                               |
| Karosserie:                                 | Stahlblech, selbsttragend                                                        | Stahlblech, selbsttragend                                                        |
| Spurweite vorn/hinten:                      | 1120/1110 mm                                                                     | 1120/1110 mm                                                                     |
| Radstand:                                   | 2090 mm                                                                          | 2090 mm                                                                          |
| Abmessungen:                                | 2995 × 1295 × 1250–1310 mm                                                       | 2995 × 1295 × 1250–1310 mm                                                       |
| Leergewicht:                                | 465–510 kg                                                                       | 465–495 kg                                                                       |
| Höchstgeschwindigkeit:                      | 115 km/h                                                                         | 120 km/h                                                                         |
| 0–100 km/h:                                 | n. a.                                                                            | n. a.                                                                            |
| Verbrauch (Liter/100 Kilometer):            | 4–7 S                                                                            | 4–7 S                                                                            |